# ジェラード・バトラー
ジェラード・バトラー（Gerard A Butler、1966年4月26日 - ）は、イギリス・オックスフォード州ブルーベリーにチャーンステーブルを構える調教師である。
アイルランド出身。趣味は射撃、狩猟、サッカー、ラグビー。既婚者で子どもが2人いる。

## 来歴
1988年、オーストラリアへ向かい、コリン・ヘイズ厩舎に数か月滞在して馬に関する多くのことを学ぶ。そしてアイルランドに帰国後はクールモアスタッドの厩舎業務を行う。その後ジョン・オックス厩舎所属となる。
1992年、アメリカ合衆国カリフォルニア州へ渡り、ダレル・ウェイン・ルーカス厩舎の調教助手となる。
1995年、イギリスへ向かい、ジョン・ダンロップ厩舎に所属する。
1998年、調教師免許を取得し調教師となる。

## 主な管理馬
- コンプトンアドミラル / Compton Admiral（1999年エクリプスステークス）
- イルーシヴシティー / Elusive City（2002年モルニ賞）
- プライド / Pride（2003年3戦1勝）
- ジャックサリヴァン / Jack Sullivan（2005年マクトゥームチャレンジラウンド2、2006年マクトゥームチャレンジラウンド2）